# مرسوم الأيتام
أصدر مرسوم الأيتام في اليمن وألزم الدولة الزيدية لاتخاذ تحت حمايتها وتثقيف الأطفال الأيتام الذميين (غير المسلمين) بطرق الإسلامية. قدم للمرة الأولى أو أحيا في القرن 17 وتم تجاهل مرسوم الأيتام خلال الحكم العثماني (1872-1918) ولكن لوحظ خلال فترة حكم الإمام يحيى (1918-1948). وفقا لمصدر واحد فإن المرسوم لا يطبق في بلدان أخرى.
على الرغم من التحول القسري غير المعترف به على نطاق واسع في إطار القوانين الإسلامية فإن المؤرخ المستعرب شلومو دوف جويتين يعتقد أن التحويل القسري للأيتام كان يتم تبريره من خلال حديث نبوي للنبي محمد التالي:

## قبل الحكم العثماني
توجد بعض القصص مجزأة ومنعزلة لتطبيق المرسوم قبل الحكم العثماني. لم يطبق ذلك على قدم المساواة في كل جزء من اليمن. كانت هناك أماكن حيث اليهود كانوا قادرين على إخفاء الأطفال الأيتام وحمايتهم من ما يجري بالتحويل قسرا إلى الإسلام. لا يزال هناك العديد من القصص حول إنفاذ المرسوم.
كتب سالم الشبزي وهو شاعر يهودي عاش في القرن 17 في اليمن في واحدة من قصائده عن (أيتام السرقة). ترجمة للقصيدة كالتالي: (وانتزع آلاف من النفوس اليتامى، من الفتيان والفتيات، من أحضان والديهم، والجد والجدة، بالقوة من قبل الأمم كل أيام العديد من ملوك اليمن).
الحاخام حاييم هابشوش كتب أنه بحلول نهاية حكم الإمام المنصور علي بن عباس في عام 1809 ببناء القصور لأبنائه وبعد استقرار أبنائه في تلك القصور أمر باغتنام الأطفال اليهود الذين تيتموا وتحويلهم للإسلام وجعلهم خدم وكتبة في القصور. وذكر هابشوش أيضا أن هناك بعض الذين استطاعوا إخفاء الأطفال في منازلهم لحين بلغوا سن الرشد.
إحدى القصص تعود إلى سنة 1850. الباحث اليهودي عمرام قورة يذكر قصة والده اليتيم الذي خبأ من قبل عائلة يهودية في منزلهم وبالتالي نجا من التحول القسري.

## بعد نهاية الحكم العثماني
تيودور بارفيت يقارن مرسوم الأيتام بالذي يحدث في روسيا حيث يتم اتخاذ تدابير شديدة القسوة للتجنيد القسري للأطفال اليهود في الجيش القيصري. فيما يتعلق بإعادة العمل بمرسوم الأيتام في اليمن بعد نهاية الحكم العثماني يقول بارفيت أن في السنوات العشر الأولى تم تنفيذ المرسوم بدقة متناهية.
مرة أخرى لم ينفذ المرسوم على قدم المساواة في كل جزء من اليمن. في بعض الأماكن تحولت السلطات إلى عين عمياء لهروب للأطفال خفية ولكن في أماكن أخرى تم تنفيذ المرسوم وأرسلت قوات للبحث عن الأطفال الهاربين وكان قادة من الجماعات اليهودية الذين يشتبه فيهم بتهمة إخفاء الأطفال بالسجن والتعذيب.
في عام 1923 عانت الجالية اليهودية في الحديدة من اختطاف 42 طفل يتيم ولكن بعضهم تمكن من الفرار.
حسب شاهد من صنعاء أشار إلى أن اختطاف اثنين من الأشقاء اليتماء أخ وأخت. تم نقل الأطفال قسرا من أحضان أمهاتهم وأجبروهم على اعتناق الإسلام. عرضت الجالية اليهودية دفع ثمن إطلاق سراح الأطفال إلى أسرهم ولكن تحظر الشريعة الإسلامية قبول المال لتجنب مثل هذا التحويل. الشاهد يقارن حفل التحويل من الأشقاء إلى موكب الجنازة.
بعد الخروج من دار الأيتام غالبا ما يتم ادخال اليهود في الجيش كجنود بينما جعلوا الفتيات عرائس بسبب عدم وجود أقارب لهن.